# Земцов, Виктор Иванович
Земцов Виктор Иванович (26 ноября 1946, Двойновский, Сталинградская область — 3 октября 2008, Москва) — советский и российский военачальник Пограничных войск, генерал-полковник (1995).

## Биография
Окончил среднюю школу.
В июле 1965 года был призван на срочную службу в Пограничные войска КГБ СССР. Служил стрелком в 127-м Мегринском пограничном отряде Закавказского пограничного округа. По личному желанию из войск был направлен в военное училище.
В 1968 году окончил Московское высшее пограничное командное училище КГБ при Совете Министров СССР. После выпуска из училища лейтенант Земцов служил в 1-м Сортавальском пограничном отряде Северо-Западного пограничного округа: заместителем начальника пограничных застав, в 1970—1976 годах — начальник пограничной заставы на границе с Финляндией.
В 1978 году окончил Военную академию имени М. В. Фрунзе. После окончания академии направлен в Среднеазиатский пограничный округ, там служил комендантом пограничной комендатуры в 68-м Тахта-Базарском пограничном отряде (граница с Афганистаном), с 1980 года — заместитель начальника штаба — начальник 1-го отделения штаба 67-го Кара-Калинского пограничного отряда, с 1982 года — начальник штаба — заместитель начальника этого отряда (граница с Ираном), с 1983 года — начальник 71-го Бахарденского пограничного отряда (граница с Ираном). С 1985 года — заместитель начальника штаба — начальник 1-го отдела штаба Среднеазиатского пограничного округа. С апреля 1987 года — заместитель начальника войск этого округа. В период службы на этих должностях неоднократно выезжал в длительные служебные командировки на территорию Афганистана, связанные с обеспечением безопасности государственной границы СССР в условиях боевых действий Афганской войны.
В 1990 году окончил Военную академию Генерального штаба Вооруженных Сил СССР имени К. Е. Ворошилова. С 1990 года служил в центральном аппарате Пограничных войск первым заместителем начальника штаба — начальником Управления охраны государственной границы штаба Пограничных войск КГБ СССР. С декабря 1991 года — первый заместитель начальника Главного штаба Комитета по охране государственной границы СССР. С июля 1992 года — командующий Закавказским пограничным округом, с ноября 1993 — командующий Северо-Кавказским пограничным округом, с мая 1994 — командующий Кавказским особым пограничным округом. Участвовал в боевых действиях первой чеченской войны 1994—1996 гг.
С февраля 1996 года — начальник центральной инспекции Федеральной пограничной службы Российской Федерации. С мая 1996 года — советник директора Федеральной пограничной службы и полномочный представитель члена Совета обороны Российской Федерации генерала армии А. И. Николаева. С июля 1998 года — заместитель начальника Главного штаба ФПС России.
С декабря 1998 года — начальник Академии Федеральной пограничной службы Российской Федерации. На этом посту и после ухода в отставку проявил себя специалистом в сфере оперативного искусства и тактики пограничных органов и войск, политологических и экономических вопросов охраны государственной границы и исключительной экономической зоны. Автор ряда работ по данной проблематике. Доктор политических наук, кандидат юридических наук (2000), профессор. Действительный член Международной академии информатизации.
После присоединения ФПС России к ФСБ России в 2003 году, в сентябре 2003 года академия была переименована в Пограничную академию ФСБ России. В. И. Земцов оставался исполняющим обязанности её начальника. С 2004 года — в отставке.
Скончался 3 октября 2008 года.

## Награды
- орден Красной Звезды
- орден Дружбы народов
- медаль «За воинскую доблесть»
- медаль «За отличие в охране государственной границы»
- медали «За безупречную службу» трёх степеней
- медаль «За отличие в воинской службе» 1 степени
- другие медали СССР и России
- три медали Афганистана
- «Заслуженный пограничник Российской Федерации» (25.02.2000)